# H-aandrijving

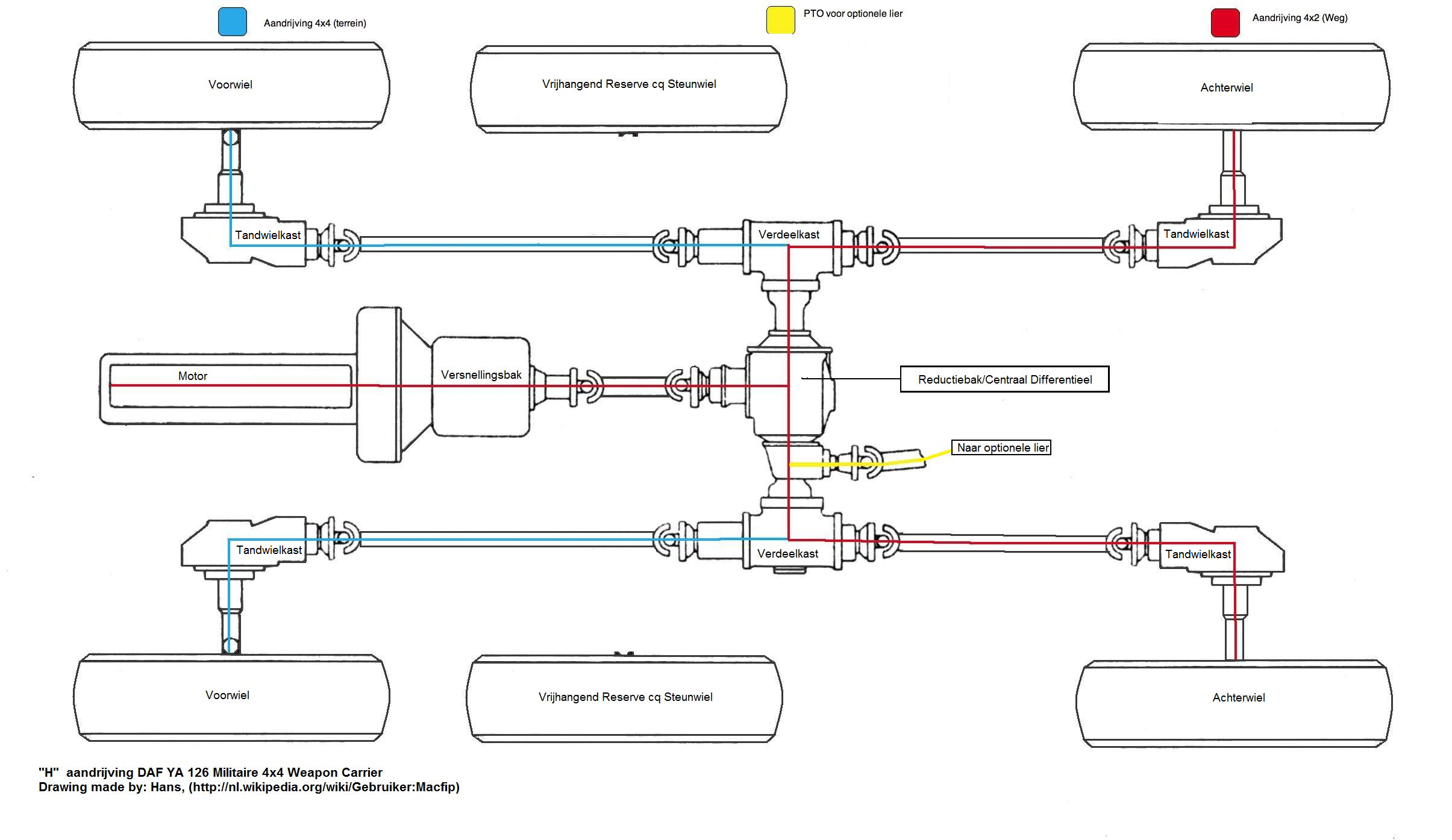
Schematische tekening "H"-aandrijving 6x4-voertuig

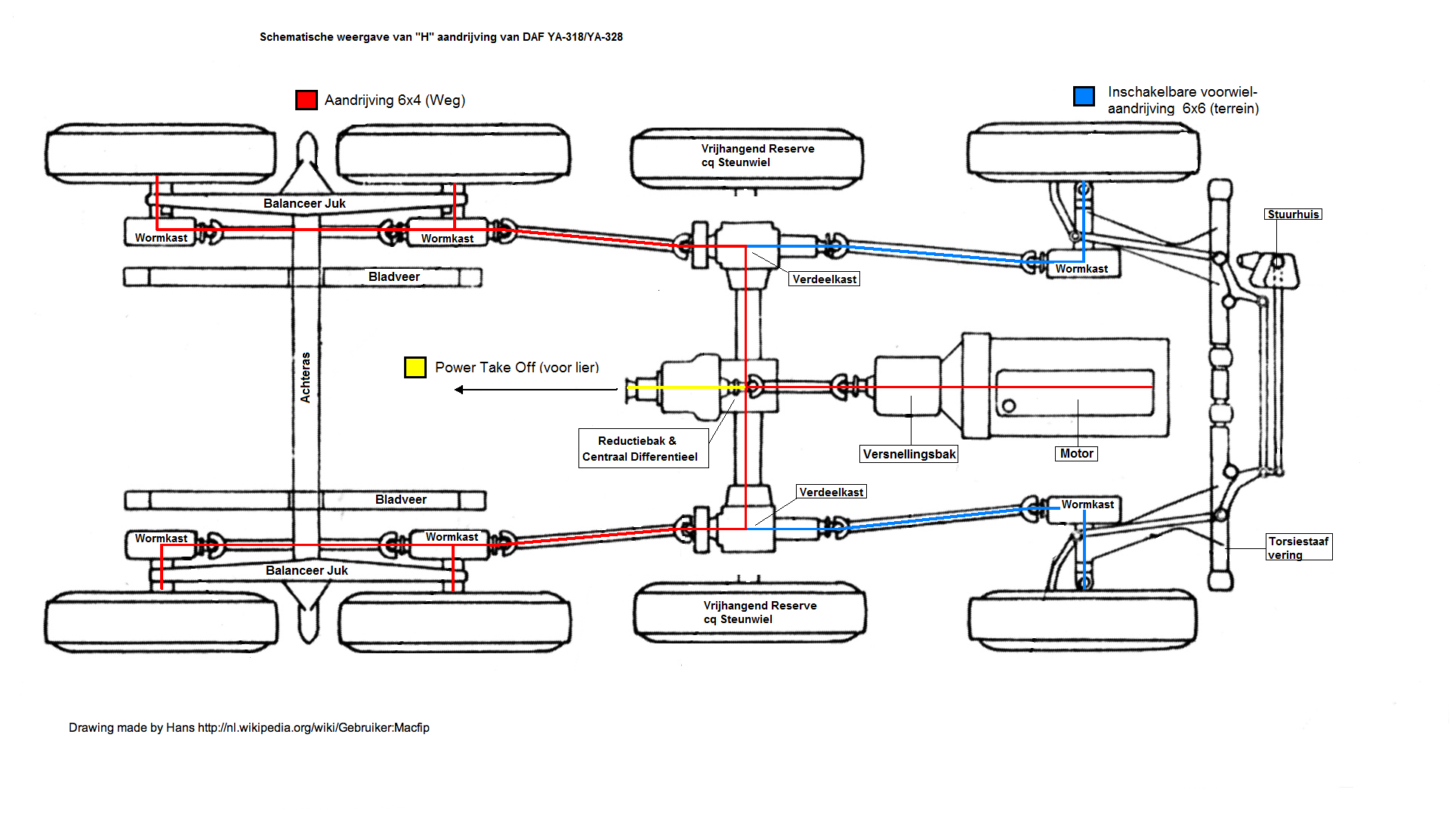
Schematekening "H"-aandrijving 8x6-voertuig

De "H" aandrijving is een type aandrijflijn van een bijzonder afwijkende constructie ontwikkeld voor terreinvoertuigen door Hub van Doorne, een van de oprichters van het vrachtwagenmerk DAF.

## Algemeen
Bij deze vorm van aandrijving (Zie voorbeeld:) wordt de kracht van de motor, via de versnellingsbak, middels een korte aandrijfas overgebracht naar een reductiebak die, met een centraal differentieel in één tandwielhuis geïntegreerd is.
 Vervolgens wordt de kracht richting de linker- en rechterzijde van het voertuig geleid naar de daar geplaatste verdeelkasten en dan naar de achterwielen of, in het terrein, ook naar de voorwielen. De voorwielaandrijving wordt in/uitgeschakeld in de verdeelkasten.

## Toepassing
Dit type aandrijving is door DAF toegepast op meerdere typen militaire voertuigen:
- de 6-wiel aangedreven DAF YP-408
- de 6-wiel aangedreven DAF YA-328
- de 4-wiel aangedreven DAF YA-126
- de 4-wiel aangedreven DAF YA-054 (prototype)

## Voordelen
- Elk wiel heeft een onafhankelijke wielophanging.
- Een grotere bodemvrijheid dan bij conventionele asconstructies, wegens het ontbreken van differentieelhuizen in het midden van de assen.
- Doordat het centrale differentieel aan het chassis is gemonteerd maakt dit geen deel uit van het onafgeveerd gewicht.
- Er is maar één differentieel nodig.[3]
  - Bij de YA-328 en de YA 126 is het centrale differentieel hooggeplaatst in het chassis tussen twee reservewielen, die vrijdraaiend zijn gemonteerd en daardoor dienen als 'steunwielen'. Hierdoor kan de truck bij het nemen van hobbels of kuilen in het terrein nooit met de onderkant vastlopen.
- Wanneer één wiel grip verliest gaat de aandrijving niet alleen naar dit doordraaiende wiel (de weg van de minste weerstand), maar naar de hele zijde waar dat wiel zit. De andere wielen aan die zijde krijgen gewoon nog aandrijving.
- De hierdoor bereikte grote terreinvaardigheid is dan ook een van de eigenschappen die voertuigen voorzien van dit type aandrijving kenmerkt.

## Nadelen
- Doordat de aandrijflijn langs de zijkanten van het voertuig loopt, kunnen geen steekassen worden gebruikt. De wielen worden aangedreven via zogenaamde "wormkasten"[4], waarin zich zogenaamde wormen en wormwielen bevinden die van een bronslegering gemaakt zijn. Deze slijten overmatig en bovendien kan geen minerale of synthetische smeerolie worden gebruikt maar moet speciale, plantaardige olie worden gebruikt.
- Het noodzakelijke, grote aantal kruiskoppelingen in de aandrijfassen maakt het systeem meer onderhoudsgevoelig dan een conventionele aandrijving.